# Usa, Ōita
Usa (宇佐市 Usa-shi) là một thành phố thuộc tỉnh Ōita, Nhật Bản. Thành phố được thành lập ngày 01 tháng 4 năm 1967.
Đến năm 2003, dân số thành phố là 49.021 người trên diện tích 178,30 km², mật độ 274,94 người/ km².